# 朗豐峰

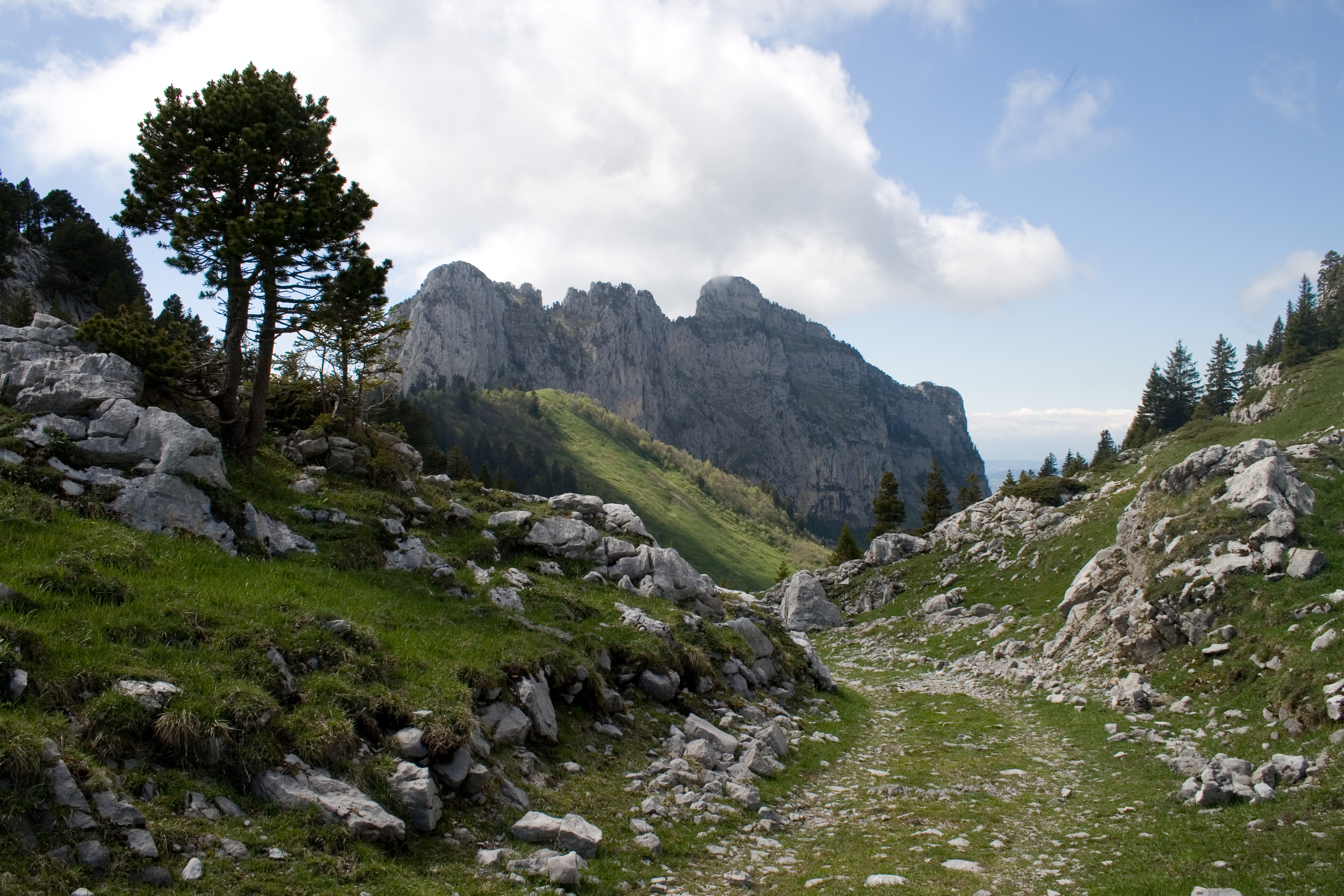

45°51′40″N 06°14′30″E / 45.86111°N 6.24167°E
朗豐峰（法語：Dents de Lanfon），是法國的山峰，位於該國東北部，由上薩瓦省負責管轄，屬於博爾訥山的一部分，該山峰海拔高度1,824米，每年平均降雨量1,645毫米。